# David Manga
David Manga, né le 3 février 1989 à Paris, est un footballeur international centrafricain qui évoluait comme ailier gauche. 

## Biographie

### Parcours en sélection
Il est appelé par le sélectionneur Jules Accorsi dans la sélection de République centrafricaine pour le deuxième match de qualification à la Coupe d'Afrique des Nations 2012 contre l'Algérie le 10 octobre 2010.

## Palmarès
- Avec Partizan Belgrade :
  - Champion de Serbie en 2012.
- Avec Hapoël Ironi Kiryat Shmona
  - Coupe d'Israël en 2014

## Statistiques

### Buts en sélection
| But (1) en sélection de David Manga | But (1) en sélection de David Manga | But (1) en sélection de David Manga     | But (1) en sélection de David Manga | But (1) en sélection de David Manga | But (1) en sélection de David Manga | But (1) en sélection de David Manga |
|                                     | Date                                | Lieu                                    | Adversaire                          | Score                               | Résultat                            | Compétition                         |
| ----------------------------------- | ----------------------------------- | --------------------------------------- | ----------------------------------- | ----------------------------------- | ----------------------------------- | ----------------------------------- |
| 1.                                  | 15 juin 2012                        | Stade Borg Al Arab, Alexandrie (Égypte) | Égypte                              | 2-3                                 | 2-3                                 | Éliminatoires CAN 2013              |